# Leptobrachella brevicrus
Espèce
Statut de conservation UICN

 LC  : Préoccupation mineure
Leptobrachella brevicrus est une espèce d'amphibiens de la famille des Megophryidae.

## Répartition
Cette espèce est endémique de l'État de Sarawak en Malaisie orientale. Elle se rencontre à environ 1 800 m d'altitude dans le parc national du Gunung Mulu,.

## Publication originale
- Dring, 1983 : Frogs of the genus Leptobrachella (Pelobatidae). Amphibia-Reptilia, vol. 4, no 2/4, p. 89-102.